# 長谷川博巳
もしかして
- 長谷川博己

ではありませんか？